# 小山正太
小山 正太（こやま しょうた、1987年7月17日 - ）は、日本の脚本家である。東京都出身。日本大学芸術学部卒業。sacca株式会社所属。

## 経歴
2010年から2013年までスポーツ新聞社にアルバイトスタッフとして勤務した。その傍ら、編集プロダクションで週刊SPA、週刊プレイボーイ、メンズナックルのライターを担当した。2013年、坂元裕二や野島伸司らを輩出したフジテレビヤングシナリオ大賞で史上初めて大賞・佳作を同時受賞した。同大賞受賞作『人生ごっこ』で脚本家デビューした。

## 受賞歴
- 2013年 - 第25回フジテレビヤングシナリオ大賞受賞
  - 『人生ごっこ』で大賞受賞[1]
  - 『オナラまで、愛して欲しくて、三千里』で佳作受賞[1]

## 作品

### テレビドラマ
- 人生ごっこ（2013年、フジテレビ）[1]
- ビター・ブラッド〜最悪で最強の親子刑事〜（2014年、フジテレビ）[1]
- すべてがFになる（2014年、フジテレビ）[1]
- 医師たちの恋愛事情（2015年、フジテレビ）[1]
- 5→9〜私に恋したお坊さん〜（2015年、フジテレビ）[1]
- 不機嫌な果実（2016年、テレビ朝日）[1]
- キャリア〜掟破りの警察署長〜（2016年、フジテレビ）[1]
- 3人のパパ（2017年、TBS）[1]
- 三島由紀夫 命売ります（2018年、BSテレ東）
- 絶対零度〜未然犯罪潜入捜査〜（2018年、フジテレビ）
- 月曜名作劇場 今野敏サスペンス 隠蔽捜査〜去就〜（2019年、TBS）
- 小説王（2019年、フジテレビ）
- 博多弁の女の子はかわいいと思いませんか？（2019年、福岡放送）[2]
- シューカツ屋（2020年、NHK BSプレミアム）
- FAKE MOTION -卓球の王将-（2020年、日本テレビ）
  - FAKE MOTION -たったひとつの願い-（2021年）
- ドラゴン桜 第2シリーズ（2021年、TBS）
- 邪神の天秤 公安分析班（2022年、WOWOW）
- 白暮のクロニクル（2024年、WOWOW）

### 映画
- 高崎グラフィティ。（2018年、エレファントハウス）
- ニセコイ（2018年、東宝）※杉原憲明と共同
- 仮面病棟（2020年、ワーナー・ブラザース映画）※江良至と脚本協力